# Barbarea plantaginea
Barbarea plantaginea är en korsblommig växtart som beskrevs av Dc. Barbarea plantaginea ingår i släktet gyllnar, och familjen korsblommiga växter. Inga underarter finns listade i Catalogue of Life.